# Тоника СВ
 Тази статия е за една от вокалните групи, известни като „Тоника“.  За останалите вижте Тоника.  
„Тоника СВ“ е българска вокална поп група

## История
Групата е сформирана в София след общонационален конкурс на Ансамбъла към Главното управление на Строителните войски (ГУСВ) на 12 март 1980 г. Затова се нарича „Тоника СВ“ – с добавката СВ (Строителни Воиски). Основател и ръководител е Стефан Диомов. В конкурса участват 249 кандидати от цяла България. След 3 тура висококвалифицирано жури избира 5 певци: 2 алти, сопран, тенор и бас-баритон.
Членове на групата са Ваня Костова (алт, 1980 - 1986, 2015 - 2021), Милица Божинова (сопран 1980 - досега), Ралица Ангелова (алт 1980 - досега), Драгомир Димитров (тенор 1980 - досега), Теодор Шишманов (бас-баритон 1980 - 1983, 2015 - 2023) и Емил Василев (бас-баритон 1983 - 1991, 2023 - досега)
В началото в продължение на почти година „Тоника СВ“ е на пробен период без заплащане. 
През лятото на 1980 г. „Тоника СВ“ е на „Златният Орфей“ като беквокална група на певците, участвали във фестивала.
Групата дебютира в Младежкия конкурс за забавна песен през 1981 г.
Сред най-големите успехи на „Тоника СВ“ е участието ѝ в телевизионния конкурс „Мелодия на годината“ през 1981 г., когато песента „Приятели“ (музика: Стефан Диомов, текст: Георги Белев), избрана за песен на месец август, заема първото място и става Мелодия на годината – 81, а „Един неразделен клас“ (музика: Недко Трошанов, текст: Милчо Спасов), избрана за песен на месец юни , печели второто място на конкурса. Същите тези две песни през 2008 година влизат в класацията на БГ Радио "500-те най-велики български песни на всички времена"
През 1982 г. групата издава първия си албум – „Приятели“, записан с музикантите от ФСБ и поп оркестърът на Ансамбъла на Строителни Воиски. Той включва тотални хитове като „Приятели“ (м. Стефан Диомов, т. Георги Белев), „Аз и моето момиче“ (м. Стефан Диомов, т. Ваньо Вълчев), „Един неразделен клас“ (м. Недко Трошанов, т. Милчо Спасов), „И още нещо“ (м. Зорница Попова, т. Йордан Янков), „Момчето от шлепа“ (б. т. Димитър Керелезов), „Конче мое“ (м. Тончо Русев, т. Борис Христов) и др., които се пеят и до днес. В студийния запис на песента „Приятели“ мъжката вокална партия се изпълнява от композитора Стефан Диомов.
На „Златният орфей“ – 1982 г. групата се представя с песните „Като сън“ и „И още нещо“.
През периода 1981 – 1982 г. Тоника СВ записва и песни, които не включва в албум, като „Къде си“, „Вечерен вятър“, „Карнавал“, „Твоята китара“ (изпята години по-рано от Маргрет Николова) „Ако те има“ (съвместно с Орлин Горанов) и баладата „Вместо сбогом“, която е последната песен на доайена на българската поп музика Йосиф Цанков. 
Подборът на репертоар се прави от Стефан Диомов, който освен свои песни предлага и песни от други композитори. Певците от групата чрез гласуване определят кои песни да пеят. Песните, събрали най-много точки, влизат в репертоара им. Изключение прави песента „Люлякови нощи“.
В телевизионния конкурс „Мелодия на годината 82“ участват с песента на Стефан Диомов и Ваньо Вълчев „Аз и моето момиче“.
Групата започва записите на нови песни за предстоящия си втори албум в началото на 1983 г. 
Басът на групата Теодор Шишманов напуска състава и започва работа в БНР като редактор в английската редакция. На негово място постъпва Емил Василев, бивш хорист в Ансамбъла към ГУСВ. С него завършват записите за втория албум, който излиза същата година със заглавие „Мария“. От този албум освен заглавната особена популярност придобиват и песни като „За старата любов“ (стара шотландска песен по стихове на Робърт Бърнс и превод на Владимир Свинтила), „Цвете за обич“ (м. Стефан Диомов, т. Богомил Гудев), „Малайка“ (танзанийска народна песен), „Старата игра“ (м. Стефан Диомов, т. Михаил Белчев), „Нощен влак“ (м. Тончо Русев, т. Ваньо Вълчев), „Едно момче на път“(м. Иван Пеев), „Мандолината“(м. Стефан Диомов, т. Богомил Гудев) и др.
На телевизионния конкурс „Мелодия на годината 83“ се представят с песента „Мария“ по музика и текст на Стефан Диомов .
През 1983 г. записват песента „Жигули“ съвместно с Тодор Колев за неговия албум.
През 1984 г. записват песента на Стефан Диомов по текст на Найден Вълчев „Рондо“, която не включват в албум.
В края на 1984 г. започват записите за поредния си трети албум. Той излиза през 1985 г. с името „Обич“.
На телевизионния конкурс „Мелодия на годината-85“ Тоника СВ участва с три песни: „Мирът“ – песен на месец януари (м. Янко Миладинов) с участието на Орлин Горанов, „Казваха ми“ – песен на месец юни (м. Стефан Диомов, т. Михаил Белчев) и Обич“ – песен на месец декември (м. Стефан Диомов, т. Пейо Пантелеев).
Други популярни песни от третия албум са „Звезда“ (м. Стефан Диомов, т. Пейо Пантелеев), влязла впоследствие в самостоятелния репертоар на Ваня Костова, „Люлякови нощи“ (м. Александър Йосифов, т. Павел Матев), „Казваха ми“ (м. Стефан Диомов, т. Михаил Белчев), „В някой ден“ (м. Стефан Диомов, т. Георги Бакалов), „Зима“ ( м. Тончо Русев, т. Петър Караангов), „Запази последния танц“ (м. Стефан Димитров, т. Маргарит Минков), акапелната „До утре“ (м. Стефан Диомов, т. Михаил Белчев), „Къде си, лято“ (м. Стефан Диомов, т. Михаил Белчев)  със соловото участие в студийния запис на Стефан Диомов и др. Интересното в този албум е новата акапелна версия на шотландската песен „За старата любов“. Групата решава спонтанно да направи и такъв вариант, въпреки че същата песен я има в предния албум. На техен концерт има желание от страна на публиката да я изпеят, но те нямат инструменталния съпровод поради навлизане на нови песни в репертоара, така че я изпяват акапелно. Резултатът е впечатляващ и така стигат до решението да я направят и в този вариант, и отново да бъде издадена в албум.
През 1985 г. Тоника СВ правят своя версия на руската песен „Миллион алых роз“ по музика на Раймонд Паулс и позната в изпълнението на Алла Пугачова. Солист на песента е Ралица Ангелова, която се справя блестящо. Песента не е включена в албум, но е заснета от БНТ.
През 1985 г. Тоника СВ са първите певци, които пеят в новооткрития тогава Делфинариум във Варна, като гости на икономическото предаване „За един милиард“, което се излъчва пряко по БНТ. Там пеят песните „Звезда“ и „Къде си, лято“. Явяват се в намален състав без Ралица поради нейно заболяване. По ирония на съдбата през лятото на 1988 г. Ваня Костова е последната певица, пяла в Делфинариума. След две поредни лета на концерти на поп изпълнители, съпровождащи представленията с делфините, вследствие на силните звуци единият от делфините умира и всякакви концертни изяви там се прекратяват. Този неприятен инцидент се случва при гостуването на Ваня Костова като вече самостоятелна певица през лятото на 1988 г.
През пролетта на 1986 г. БНТ заснема рецитал на състава.
Същата година правят студиен запис на руската песен „Свежий ветер“ по музика на Павел Айдонитский и стихове на Анатолий Ковальов. Тази песен е съвсем малко известна. Само няколко пъти е звучала по радиото. Интересното в нея е, че Ваня и Ралица за първи път имат в една обща песен солови партии. Песента не е включена в албум. По-късно през 1987 г. Ваня Костова включва тази песен в първия, си самостоятелен албум „Песни от концерт“.
През 1986 г. на „Пролетния радиоконкурс“ Тоника СВ представят новата си песен „Очакване за пролет“ (музика Стефан Диомов, текст Богомил Гудев), която също не включват в албум.
През месец юли 1986 г. пътят на Тоника СВ се разделя на две. Ваня Костова и Стефан Диомов напускат групата, а Милица, Ралица, Драго и Емил продължават да пеят като Тоника СВ до 1991 г. с основен двигател на групата Емил. Според четиримата това е златният период на групата. Междувременно Ваня Костова започва самостоятелна кариера.
През 1986 г. Тоника СВ записва песента „Жажда“ по музика на Тончо Русев и текст на Лозан Такев.
Едва на Новогодишната програма на 31.12.1986 г., излъчена по БНТ, но записана още в края на лятото, зрителите разбират, че Ваня Костова вече не е част от Тоника СВ. Там първо се появява тя сама с китара в ръце и пее песента „Звезда“. На закриването на програмата се появяват само четиримата от Тоника СВ и пеят песента „Жажда“.
През 1988 г. участват на фестивала „Златният Орфей“ с песента „Илюзия“.
До 1991 г. групата изнася над 4000 концерта, между които силни концерти в Русия, Украйна, Германия и Чехословакия.
През 1988 г. излиза и четвъртият албум на Тоника СВ – „Който си свири, зло не мисли“. Тотален хит в този албум става песента на Тончо Русев и Георги Джагаров – Нощна песен“, по-известна като „Кой ще каже какво е любов“. Други популярни песни от четвъртия им албум са „Две топли думи“, „След раздяла“, „Щастие“, „Мотив от стара ваза“ и др.
На телевизионния конкурс „Мелодия на годината-88“ представят песните „Който си свири, зло не мисли“ по музика на покойната вече Зорница Попова, чиято песен стига до финален кръг, и песента на Йонко Попов „Пясъчен миг“.
През 1989 г. БНТ заснема техен рецитал съвместно с друга певица от Ансамбъла към ГУСВ – Росица Борджиева.
През 1991 г. Тоника СВ прави последен концерт във Враца. Вечерта след концерта четиримата приятели се събират и вземат решение поради икономическите проблеми в страната да продължат да пеят заедно в по-добри времена.
На 12 март 2015 г., на рождения ден на Тоника СВ, всички членове на групата, без Емил Василев, който не живее в България, се събират и решават отново да продължат за огромна радост на стотиците си фенове.
През лятото на 2015 г. Тоника СВ участва в юбилейния концерт на Стефан Диомов „Хайде заедно“. Пред препълнените летни театри на Бургас, Варна и Стара Загора отново изпяват хитове като „Аз и моето момиче“, „Вечерен вятър“, „Люлякови нощи“, „Сутрин рано, вечер късно“, „Приятели“ и „Здравей, как си, приятелю“.
През декември 2015 г. групата е поканена като специален гост от самите Ал Бано и Ромина Пауър на концерта им в зала „Арена Армеец“.
На 9 март 2016 г. в зала 1 на НДК участват в софийския вариант на спектакъла „Хайде заедно“ на Стефан Диомов.
Участват на „Аполония-2016“ в Созопол.
През август 2016 г. Тоника СВ правят концерти в летните театри на Плевен, Русе и Стара Загора, които преминават с огромен успех.
През лятото на 2018 г. участват с „Нощна песен“ на рецитала в памет на Тончо Русев, проведен в рамките на конкурса „Бургас и морето“.
През декември 2018 г. изнасят концерт в Бургаската опера, наречен „Бяла Коледа“.
През 2019 г. групата изнася концерти в много градове на страната.
На 6 май 2021 г. Ваня Костова си отива внезапно от този свят. Всички са потресени от новината за смъртта ѝ.
През юли 2021 г. Тоника-СВ получават наградата на „БГ радио“ за бг вдъхновители.
На 1 август 2021 г. групата участва в концерта посветен на паметта на Ваня Костова, проведен в Летния театър в Бургас в рамките на фестивала „Бургас и морето“.
На 11 август 2021 г. изнасят концерт в София в откритото кино „Кабана“ до НДК.
През 2022 „Тоника-СВ“ изнасят много концерти в страната. През декември същата година във Фестивален и конгресен център Варна правят коледен концерт.
През пролетта на 2023 г. в състава на групата се връща баса Емил Василев.

## Дискография
Песни, които не са включени в албуми на Тоника СВ, са:
- 1981 – 1982 – „Къде си“, „Вечерен вятър“, „Твоята китара“, „Вместо сбогом“, „Карнавал“, „Полски път“ (с участието на Роксана Белева), „Ако те има“ (с участието на Орлин Горанов)
- 1983 – „Жигули“ – съвместно с Тодор Колев
- 1984 – „Рондо“
- 1984 – песен от заглавната шапка на тв предаването от РТВЦ Пловдив „За един милиард“
- 1985 – „Миллион алых роз“, „Мирът“ (с участието на Орлин Горанов)
- 1986 – „Очакване за пролет“, албум - Пролет '86 - 1986
- 1987 – „Легенда за Рачо ковача“
- 1988 – „Все ни пречи нещо“, „Илюзия“, „Куче“

### Малки плочи – 7" single
- 1981 – „Тоника СВ“ (SP, Балкантон – ВТК 3619)[1]
- 1981 – „Тоника СВ“ (SP, Балкантон – ВТК 3631)[2]

### Студийни албуми –LP
- 1982 – „Приятели“ (LP и MC, Балкантон, LP: ВТА 10937, MC: ВТМС 7025)[3]
- 1983 – „Мария“ (LP и MC, Балкантон, LP: ВТА 11235, MC: ВТМС 7066)[4]
- 1985 – „Обич“ (LP и MC, Балкантон, LP: ВТА 11581; MC: ВТМС 7147)[5]
- 1989 – „Който си свири, зло не мисли“ (LP, Балкантон – ВТА 12483)[6]
- 1995 – „Тоника СВ. Най-доброто“ (MC, Балкантон – ВТМС 7722)[7]